# آلشواورش
آلشواورش (به مجاری:  Alsóörs) یک منطقهٔ مسکونی در مجارستان است که در وسپرم واقع شده‌است.